# Gógánfa
Gógánfa è un comune dell'Ungheria di 792 abitanti (dati 2001). È situato nella contea di Veszprém.